# (32849) 1992 OO2
1992 OO2 (asteroide 32849) é um asteroide da cintura principal. Possui uma excentricidade de 0.13438120 e uma inclinação de 1.57229º.
Este asteroide foi descoberto no dia 26 de julho de 1992 por Eric Walter Elst em La Silla.